# 위 아 후 위 아
위 아 후 위 아(영어: We Are Who We Are)는 영화 '아이 엠 러브', '비거 스플래쉬', '콜 미 바이 유어 네임'으로 유명한 이탈리아의 영화감독 루카 구아다니노가 처음으로 연출한 드라마다.
이탈리아 내의 미군기지를 배경으로 놓고 '나라 속의 나라'에 사는 아이들을 통해 10대의 성장과 정체성을 이야기하고 있다.
2020년 칸 국제 영화제 감독 주간에 공식 초청된 작품으로 미국에서는 HBO와 HBO MAX를 통해 방영됐다. 한국에서는 왓챠에서 독점 공개될 예정이다.

## 시놉시스

### "널 뭐라고 불러야 하지?"
뉴욕에 살던 프레이저는 군인인 엄마를 따라 이탈리아 북부 키오자에 위치한 미군부대에 오게 된다.
이 부대의 새로운 지휘관이 된 엄마 때문에 안 그래도 별난 구석이 있는 프레이저는 더 많은 사람의 주목을 받는다.
이사 첫날, 부대 내에서 어떤 아이들을 만난 프레이저는 그들과 어울리던 도중 바로 옆집에 사는 케이틀린을 알게 된다.
며칠 후 프레이저는 남자 옷을 입은 케이틀린의 뒤를 쫓고, 그날 두 사람은 서로의 비밀을 공유한다.

## 등장인물
- 프레이저 윌슨 (잭 딜런 그레이저)

엄마를 따라 이탈리아 미군기지에 오게 된 14살의 뉴욕 소년.
평소 즐기는 문학, 음악, 패션 등이 또래 아이들과는 다르다.
기지에 도착하기 전부터 "새로운 지휘관의 별난 아들"로 소문나 있을 만큼 평소 행동과 발언이 예측불허다.
하지만 옆집에 사는 케이틀린을 알게 된 후, 프레이저에게는 새로운 일상이 시작된다.
- 케이틀린 포이트리스 (조단 크리스틴 시먼)

프레이저처럼 군인인 아빠 때문에 미군기지에 살고 있다.
엄마, 오빠와 함께 살지만 주로 아빠와 오랜 시간을 보낸다.
평소 남자 옷을 입고 비밀스러운 외출을 하곤 한다.
- 세라 윌슨 (클로에 셰비니)

프레이저의 엄마이자, 미군 기지의 새로운 지휘관. 그리고 아내와 함께 사는 레즈비언 여성이다.
평소 아들의 행동 때문에 속을 썩곤 하지만, 그래도 언제나 사랑으로 아이를 품는다.
부대 내에서는 부하인 케이틀린의 아빠와 종종 충돌하곤 한다.
- 매기 티세이라 (앨리스 브라가)

세라의 아내이자, 프레이저의 (또 다른) 엄마이고, 미 육군 소령이다.
세라가 프레이저를 낳기 전부터 만났고, 프레이저를 함께 키웠다.
겉으로는 아무런 문제가 없어보이지만, 그녀도 새로운 곳에서 마음의 변화를 겪는다.
- 리처드 포이트리스 (스콧 메스쿠디)

케이틀린의 아빠. 미 육군 중령이다. 나이지리아에서 만난 아내와 결혼해서 함께 살고 있다.
아들 대니가 있지만, 리처드는 주로 케이틀린과 여가시간을 보낸다.
새로 온 여성 지휘관을 그리 마음에 들어하지 않는다.

## 평가
- IMDB 평가
- 한글 메인 예고편 - 네이버 TV
- 로튼토마토 평가
- 왓챠피디아 평가
- 메타크리틱 평가